# Ørboda
Ørboda er i nordisk mytologi en jættekvinde, der er gift med Gymer og mor til Gerd og Bele.